# Ванземаљски живот
- Потрага за екстрасоларним планетaма (слика: Кеплер телескоп)
- Слушање за ванземаљске сигнале који указују на интелигенцију (слика: Аленов низ)
- Роботско истраживање Сунчевог система (слика: ровер Радозналост на Марсу)

Ванземаљски живот је хипотетички живот који се може јавити изван Земље и који није настао на Земљи. Такав живот се може кретати од једноставних прокариота (или упоредивих животних форми) до бића са цивилизацијама далеко напреднијим од човечанства. Дрејкова једначина спекулише о постојању интелигентног живота другде у универзуму. Наука о ванземаљском животу у свим својим облицима позната је као астробиологија.
Од средине 20. века трају активна истраживања у потрази за траговима ванземаљског живота. Ово обухвата потрагу за тренутним и историјским ванземаљским животом, и ужу потрагу за ванземаљским интелигентним животом. У зависности од категорије претраге, методе варирају од анализе података телескопа и узорка до радија који се користе за откривање и слање комуникационих сигнала.
Концепт ванземаљског живота, а нарочито ванземаљске интелигенције, имао је велики културни утицај, углавном у делима научне фантастике. Током година, научна фантастика је увела бројне теоријске идеје, од којих свака има широк спектар могућности. Многе су изазвале интерес јавности за могућности ванземаљског живота. Један посебан аспект се тиче корисности покушаја комуникације са ванземаљском интелигенцијом. С једне страни су они који охрабрују агресивне методе да успоставе контакта са интелигентним ванземаљским животом. Други тврде да би то могло одати локацију Земље, чинећи инвазију могућом у будућности.
Ванземаљац или свемирац је термин који се користи за означавање живих бића чије порекло није планета Земља, већ неки други део васељене. Данас се изучавањем ове теоретске појаве бави астробиологија која до данас није успела да нађе ни један уверљив доказ постојања живота ван Земље, мада се доста спекулисало у вези са посредним доказима. Под овим појмом се у научним круговима подразумева било какав облик живота у распону од најједноставнијих бактерија до сложених организама, па и интелигентних врста. Према неким проценама, бактерије би могле бити могући облик ванземаљског живота, јер на Земљи неке врсте су прилагођене веома екстремним условима живота.

## Истраживања
Део научника на основу истраживања сматра да је постојање живих организама ван планете Земље врло вероватно и да неки облици живота готово сигурно постоје у васељени, али се готово сви слажу да ти облици нису стигли до планете Земље. Постоји и известан број научника који сматра да сав живот на Земљи потиче управо из свемира. Теорија коју они заступају назива се теорија панспермије. Као могућа погодна места за развој живота у васиони, сматрају се насељиве планете које се налазе на одговарајућој удаљености (сличној Земљиној) од средишта свог звезданог система да би се на њој развио живот и поседују или су поседовале током свог развоја течну воду на својој површини. Међу најчешћим кандидатима помињу се планете Венера, Марс, Глизе 581 c и , као и природни сателити Јупитера и Сатурна, првенствено Европа због својих океана који се налазе испод леденог покривача, а затим Енцелад и Титан. Разлог зашто су највећи природни сателити атрактивни за истраживање живота је навео Ђанкарло Ђента, инжењер политехнике из Торина и председник италијанског центра SETI. Према његовим речима, ови сателити имају атмосферу која је веома слична оној коју је Земља имала приликом настанка живота. Такав је састав атмосфере на Титану; њу чине азот, метан и трагови аргона. У свету се ради на попису оних планета ван Сунчевог система које су сличне Земљи. Од 1996. до 2008. телескопима је откривено готово 230 планета, али према мишљењу Питера Ворда, палеонтолога и Доналда Браунлија, астробиолога, развој живота на другим планетама је готово немогућ. Они су то назвали претпоставком реткости Земље као планете, а подупрли су је тиме што је вероватноћа мешања амино-киселина и органских молекула тако да се добије живот, један према десет. Противник овог мишљења је астрофизичар Френк Дрејк, који је, још шездесетих година двадесетог века дао једначину за израчунавање могућих ванземаљских цивилизација. Према његовим прорачунима, таквих цивилизација је 30.000 могућих.

## Могуће животне форме
Према речима Ђанкарла Ђента, ванземаљски живот би требало тражити под земљом, а не на њој, пошто су атмосфере потенцијално насељених небеских тела углавном отровне. Томе говоре у прилог и облици архебактерија на Земљи, којима за живот није неопходна Сунчева светлост. Уосталом, у узорцима узетим са три километра дубине, пронађен је живот. Претпоставка је да је биомаса много већа у Земљиној кори него она са површине. Овакав живот на другим планетама би могао да буде сличан кишној глисти. Ипак, ванземаљци би могли, према Ђентином мишљењу, да имају крајње изненађујући изглед. Са друге стране, палеонтолог Дејл Расел из канадског природњачког музеја је заступао теорију подударања у развоју. По његовом мишљењу, различите врсте могу на сличном станишту да развију сличан облик тела (попут рибе и делфина). Уколико би на некој другој планети постојали екосистеми попут наших и уколико би се развила интелигентна врста, могуће је да би личила на људе. Овај стручњак је приказао развој гмизаваца под условом да диносауруси нису изумрли и да су достигли свест. Према његовој претпоставци, развио би се Диноман, висок 137 цм и по изгледу сличан људима. Ипак, разлике у екосистемима би довеле до тога да се интелигентан живот знатно разликује од нашег. Амерички астроном Карл Сеган је дао претпоставку да би на Јупитеру могао да се развије облик налик киту, дугачак до 500 метара, који би лебдео у атмосфери те планете.

## Научна фантастика
Ванземаљци, односно њихово постојање, заузимају средишње место у делима научне фантастике, као и међу истраживачима НЛО широм планете. Наравно, забележене су и бројне преваре, од којих је једна од најпознатијих она коју је извео Орсон Велс 1938. године. Стручњаци програма SETI су изградили велики пријемник таласа у Калифорнији (Allen Telescope Arrey) уколико их пошаље нека интелигентна ванземаљска врста.